# Sindicato Nacional de Trabajadores de la Prensa
El Sindicato Nacional de Trabajadores de la Prensa (SNTP) es una organización gremial en Venezuela. Fundada en 1946, el sindicato ha sido una de las dos organizaciones gremiales de la prensa en Venezuela, junto con el Colegio Nacional de Periodistas y fue escogida como la plataforma base de la Federación Internacional de Periodistas en América Latina.

## Historia
El Sindicato Nacional de Trabajadores de la Prensa (SNTP) fue fundado el 11 de marzo de 1946, pocos meses después del golpe de Estado en Venezuela de octubre de 1945. El grupo fundador estuvo integrado por María Teresa Castillo, Rafael Calderón, Martín Ernesto González, Omar Pérez, Héctor Strédel y Alfredo Pérez Mirabal, y la organización fue impulsada por más de cincuenta reporteros.
Pocos días después de su fundación, su primer secretario general, Rafael Calderón, fue recibido en el Palacio Presidencial de Miraflores. En julio del mismo año la organización consiguió el primer contrato colectivo con el diario El Heraldo, y se septiembre se logró la convención con El Nacional, a su vez fundado hace tres años. Posteriormente, el SNTP extendió las convenciones colectivas a los principales diarios de Caracas, a los dos principales medios impresos del estado Lara, y a agencias internacionales de noticias, como AFP, EFE, UPI y ANSA.
La Federación Internacional de Periodistas escogió al sindicato como plataforma base cuando se expandió hacia América Latina y su oficina regional permaneció en Caracas por casi veinte años. En la mayoría de dicho periodo fue dirigida por dos miembros del SNTP.
El 3 de mayo de 2024, la organización fue galardonada con el premio Valores Democráticos "Francisco José Virtuoso, S.J", en la categoría Libertad de Pensamiento. por el Centro de Estudios Políticos y de Gobierno de la Universidad Católica Andrés Bello.